# Gemla
För andra betydelser, se Gemla (olika betydelser).
Gemla ([ˈjɛ̂mːla]
 ( lyssna)) är en tätort i Växjö kommun i Kronobergs län, belägen mellan Alvesta och Växjö. Orten ligger vid Helige å som ingår i Mörrumsåns vattensystem.
Fram till 2018 ingick kyrkbyn Öja i tätorten för att då bilda en separat tätort.

## Befolkningsutveckling
| Befolkningsutvecklingen i Gemla 1960–2020 | Befolkningsutvecklingen i Gemla 1960–2020 | Befolkningsutvecklingen i Gemla 1960–2020 | Befolkningsutvecklingen i Gemla 1960–2020 | Befolkningsutvecklingen i Gemla 1960–2020 |
| ----------------------------------------- | ----------------------------------------- | ----------------------------------------- | ----------------------------------------- | ----------------------------------------- |
|                                           |                                           |                                           |                                           |                                           |
| År                                        |                                           |                                           | Folkmängd                                 | Areal (ha)                                |
| 1960                                      | 1960                                      |                                           | 972                                       |                                           |
| 1965                                      | 1965                                      |                                           | 1 016                                     |                                           |
| 1970                                      | 1970                                      |                                           | 1 049                                     |                                           |
| 1975                                      | 1975                                      |                                           | 1 147                                     |                                           |
| 1980                                      | 1980                                      |                                           | 1 237                                     |                                           |
| 1990                                      | 1990                                      |                                           | 1 364                                     | 239                                       |
| 1995                                      | 1995                                      |                                           | 1 332                                     | 240                                       |
| 2000                                      | 2000                                      |                                           | 1 318                                     | 240                                       |
| 2005                                      | 2005                                      |                                           | 1 312                                     | 240                                       |
| 2010                                      | 2010                                      |                                           | 1 342                                     | 241                                       |
| 2015                                      | 2015                                      |                                           | 1 462                                     | 253                                       |
| 2020                                      | 2020                                      |                                           | 1 141                                     | 190                                       |
| Anm.: 2023 utbröts Härensås               |                                           |                                           |                                           |                                           |

## Kommunikationer
Länsväg 707 mellan Växjö 13 km och Alvesta 6 km passerar samhället.
Kollektivt går det att åka länstrafikens bussar från Växjö och Alvesta till Gemla och från Gemla till Växjö och Alvesta. Det går 13 bussar per dag till och från Gemla.
Gemla ligger utmed Kust till kust-banan och inom projektet Tågstopp  har Gemla tågstopp med Krösatågen. Från Gemla går direkttåg till Växjö, Alvesta, Hässleholm, Värnamo/Jönköping och Nässjö. Det går 27 avgångar per dag till och från Gemla. Växjö flygplats ligger 15 km från Gemla.

## Näringsliv
Redan 1745 startades den första industrin i Gemla. Gemla Pappersbruk tillkom på initiativ av biskopen i Växjö, Olof Osander. Bruket var beläget på Holmen utmed Helige Å (Mörrumsån).
Ett modernare pappersbruk, Gransholms Bruk, startades 1803, några kilometer nedströms. Denna industri var i drift fram till 1978. I de övergivna lokalerna efter Gemla Bruk på Holmen startade Alexis Westerdahl 1866 Sveriges första industriella tillverkning av träleksaker, Gemla Leksaksfabrik. En verksamhet som fick många efterföljare och fortfarande lever leksakstillverkningen kvar genom bl.a. Micki Leksaker.
År 1926 kom smidet till Gemla. Karl Allan Berg startade K.A. Bergs Smide. Verksamheten fanns kvar på samma plats fram till 2013 då man flyttade produktionen till Växjö.
Hugo Helmer och Hans Wüllrich var pionjärer och startade 1934 tillverkning av konsthartsprodukter/bakelit eller plast som vi idag säger. Denna typ av tillverkning fick efterhand många efterföljare. Idag representerar Fresh den branschen.
I Gemla finns det idag ett antal byggnadsfirmor av varierande storlek. Från enmansbolag till BIWI BYGG som är störst av dem alla.
Lantbruket idag bedrivs nu för tiden ofta i bolagsform men kanske ändå inte direkt betecknas som industri. I Gemla finns tre större mjölkproducenter plus ett antal enheter som arbetar med kött och spannmålsproduktion.
I Gemla finns en folkpark som ligger centralt i Gemla och parken är en av Sveriges minsta och äldsta folkparker och bildades 1926.

## Hembygdsföreningen
Föreningen bildades 1937 och ska arbeta för att väcka intresse för gångna släktens kultur och miljö samt dokumentera sådant som kan visa kommande släkten hur man i denna bygd har känt och tänkt, talat och levat. Man ska vidare bevaka och lämna förslag i frågor med anknytning till bygdens kultur- och naturarv. Hembygdsgården Harekullen invigdes i augusti 1970. Där finns ett Ellandarum med unika vägg- och takmålningar, ett Lagerkvistrum där bygdens son Pär Lagerkvists liv och författarskap belyses, ett Gransholmsrum där Gransholms bruks verksamhet återspeglas. I Leksaksmuseet finns cirka 800 leksaker, av vilka huvuddelen är tillverkade i Gemla från slutet av 1800-talet till i mitten av 1900-talet. Besökare inbjuds också att besöka vår gamla ängslada som renoverats med varsamhet för att länge minna om gångna tiders jordbruksvillkor samtidigt som man kan njuta av skönheten i den gamla byggnadens åldrande vilket man också kan göra vid bygdens äldsta bevarade stuga där det förekom undervisning, Falkabacken.

## Kända personer från Gemla
- Gustav Larsson, professionell cyklist
- Stefan Karlsson, kock